# الذراع (حبيش)

تعديل مصدري - تعديل

الذراع محلة تابعة لقرية الجيرة، التابعة لعزلة التفادي بمديرية حبيش إحدى مديريات محافظة إب في الجمهورية اليمنية، بلغ تعداد سكانها 260 حسب تعداد اليمن لعام 2004.